# Katarzyna Mróz
Pour les articles homonymes, voir Mroz.
Katarzyna Mróz est une ancienne joueuse de volley-ball polonaise née le 19 janvier 1981 à Tarnów. Elle mesure 1,94 m et jouait au poste de centrale. Elle a mis un terme à sa carrière de volleyeuse professionnelle en 2018.

## Clubs
| Club                             | De        | À         |
| -------------------------------- | --------- | --------- |
| Zelmer Rzeszów                   |           | 2000-2001 |
| AZS KSZO Ostrowiec Świętokrzyski | 2001-2002 | 2002-2003 |
| Pałac Bydgoszcz                  | 2003-2004 | 2005-2006 |
| Wisła Cracovie                   | 2006-2007 | 2007-2008 |
| Pałac Bydgoszcz                  | 2008-2009 | 2010-2011 |
| Budowlani Łódź                   | 2011-2012 | 2011-2012 |
| PSPS Chemik Police               | 2012-2013 | 2015-2016 |
| KS Developres Rzeszów            | 2016-2017 | 2016-2017 |
| Wisła Varsovie                   | 2017-2018 | 2017-2018 |

## Palmarès
- Championnat de Pologne
  - Vainqueur : 2014, 2015, 2016.
  - Finaliste : 2005.
- Coupe de Pologne
  - Vainqueur : 2005, 2014, 2016.
  - Finaliste : 2015.
- Supercoupe de Pologne
  - Vainqueur : 2005, 2014, 2015.